# Orália
Az Orália bizonytalan eredetű női név, lehet hogy az Aurélia francia (Aurelie) vagy olasz (Orelia) megfelelőjéből ered, de lehet germán eredetű is, ekkor a jelentése tűz + harc, de származhat a latin orarius partvidéki jelentésű szóból is.

## Gyakorisága
Az 1990-es években szórványos név, a 2000-es években nem szerepel a 100 leggyakoribb női név között.

## Névnapok
- április 19.[2]
- augusztus 12.[2]